# Bernhard Raab
Bernhard Raab (* 17. März 1966 in Karlsbad (Baden)) ist ein deutscher Fußballtrainer und ehemaliger Fußballspieler. 

## Werdegang
Bernhard Raab spielte von 1987 bis 1989 in der Bundesliga beim Karlsruher SC und brachte es in dieser Zeit auf 31 Bundesligaeinsätze, in denen er drei Tore erzielte. Vom SV Langensteinbach war er im Sommer 1987 in die Amateurabteilung des Bundesligaaufsteigers Karlsruher SC gewechselt. Bereits am elften Spieltag der Runde 1987/88 debütierte er in der Bundesliga beim Auswärtsspiel bei Borussia Dortmund. Er wurde in der 37. Minute für den Flügelstürmer Helmut Hermann eingewechselt und erzielte in der 80. Minute den 2:0-Siegtreffer für die Badener. Der 1,68 m große Flügelflitzer absolvierte in dieser Spielrunde für den KSC 17 Spiele und schoss zwei Tore. 1989/90 lief er in der 2. Bundesliga für den KSV Hessen Kassel in 22 Spielen auf, in denen er vier Tore erzielte, und von 1992 bis 1999 war er beim SV Wehen in der Regionalliga aktiv, wo er in 99 Spielen 7 Tore erzielte. 
2006 bis 2008 war Bernhard Raab zunächst als Spieler, dann als Spielertrainer bei dem Wiesbadener Verein FV Biebrich 02 tätig. Im Juli 2008 wurde Raab Leiter des Nachwuchs-Leistungszentrums beim SV Wehen Wiesbaden. Im April 2009 übernahm er zusätzlich das Amt eines Interims-Managers beim SVWW, nachdem der bisherige Manager Uwe Stöver entlassen worden war.
Ab Sommer 2011 war er in Aserbaidschan beim Premyer Liqası team Sumqayıt PFK tätig. Seit April 2014 ist er beim 1. FC Heidenheim als Leiter des Nachwuchsleistungszentrums tätig. Im Juli 2014 übernahm er zudem das Traineramt bei den A-Junioren des 1. FC Heidenheim.